# Mistrzostwa Świata w Łucznictwie Polowym 2010
22. Mistrzostwa Świata w Łucznictwie Polowym odbyły się w dniach 13–18 lipca 2010 roku w Wyszehradzie (Węgry). Zawodniczki i zawodnicy startowali w konkurencji łuków klasycznych, gołych oraz bloczkowych.
Polacy nie startowali.

## Medaliści

### Kobiety
| Konkurencja:     | Złoto:                                                 | Srebro:                                                             | Brąz:                                                       |
| łuk klasyczny    | Christine Bjerendal                                    | Naomi Folkard                                                       | Jessica Tomasi                                              |
| łuk goły         | Eleonora Strobbe                                       | Christine Gauthe                                                    | Monika Jentges                                              |
| łuk bloczkowy    | Anne Lantee                                            | Isabell Danielsson                                                  | Gladys Willems                                              |
| zawody drużynowe | Niemcy · Elena Richter · Ulrike Wiese · Monika Jentges | Szwecja · Christine Bjerendal · Isabell Danielsson · Lina Bjorklund | Włochy · Roberta Telani · Eleonora Strobbe · Jessica Tomasi |

### Mężczyźni
| Konkurencja:     | Złoto:                                                   | Srebro:                                                  | Brąz:                                                             |
| łuk klasyczny    | Alan Wills                                               | Jon Shales                                               | Sebastian Rohrberg                                                |
| łuk goły         | Pasi Ahjokivi                                            | Giuseppe Seimandi                                        | Sergio Massimo Cassiani                                           |
| łuk bloczkowy    | Dave Cousins                                             | Kevin Wilkey                                             | Jeremy Thierry                                                    |
| zawody drużynowe | Finlandia · Vesa Tarhala · Jari Haavisto · Pasi Ahjokivi | Niemcy · Sebastian Rohrberg · Josef Meyer · Marcus Laube | Włochy · Michele Frangilli · Silvio Giorcelli · Giuseppe Seimandi |

### Juniorki
| Konkurencja:  | Złoto:         | Srebro:         | Brąz:               |
| łuk klasyczny | Zoé Gobbels    | Elenea Morabito | Ana Umer            |
| łuk bloczkowy | Emeline Salmon | Hunter Jackson  | Anastasia Anastasio |

### Juniorzy
| Konkurencja:     | Złoto:                                                     | Srebro:                                                | Brąz:                                                            |
| łuk klasyczny    | Jarrod Nicholson                                           | Marco Morello                                          | Florian Dorer                                                    |
| łuk goły         | Raphael Petit Minuesa                                      | Kalle Puman                                            | Marco Spano                                                      |
| łuk bloczkowy    | Sean Elsa                                                  | Florian Oswald                                         | Alex Bridgman                                                    |
| zawody drużynowe | Niemcy · Florian Oswald · Florian Dorer · Frederik Althoff | Włochy · Marco Morello · Francesco Mucci · Marco Spano | Francja · Fabien Cochin · Julien Boileau · Raphael Petit Minuesa |

## Klasyfikacja medalowa
| Lp. | Państwo           | Złoto | Srebro | Brąz | Razem |
| 1.  | Finlandia         | 3     | 0      | 0    | 3     |
| 2.  | Niemcy            | 2     | 2      | 3    | 7     |
| 3.  | Stany Zjednoczone | 2     | 2      | 0    | 4     |
| 4.  | Francja           | 2     | 1      | 2    | 5     |
| 5.  | Włochy            | 1     | 4      | 6    | 11    |
| 6.  | Szwecja           | 1     | 3      | 0    | 4     |
| 7.  | Wielka Brytania   | 1     | 2      | 1    | 4     |
| 8.  | Belgia            | 1     | 0      | 1    | 2     |
| 9.  | Australia         | 1     | 0      | 0    | 1     |
| 10. | Słowenia          | 0     | 0      | 1    | 1     |